# Antoni Morell

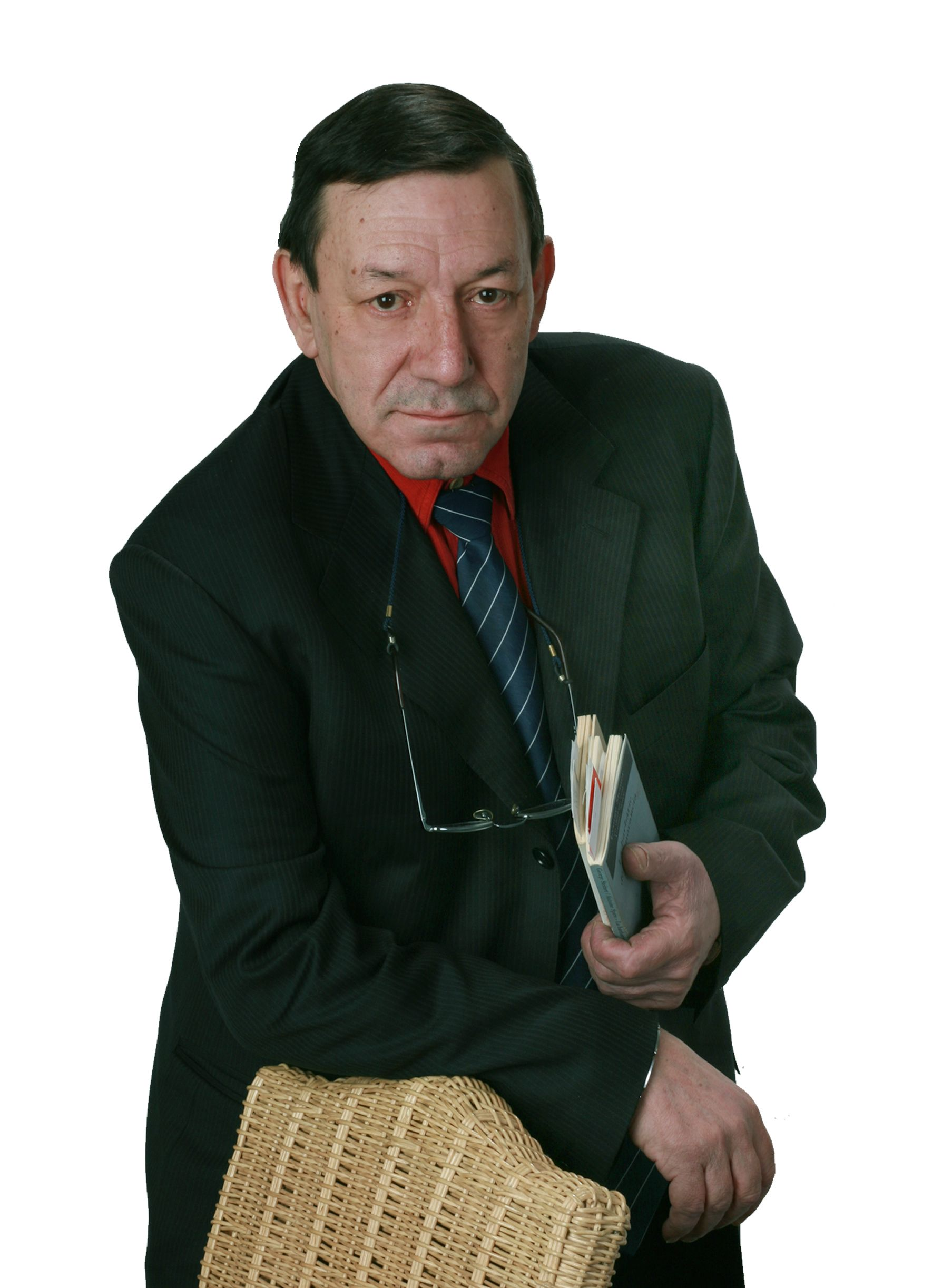
Antoni Morell 2013

Antoni Morell i Mora (* 14. Dezember 1941 in Barcelona; † 5. Januar 2020 in Andorra la Vella) war ein katalanisch-andorranischer Schriftsteller. Er war Jurist und arbeitete in der öffentlichen Verwaltung seines Landes. In diesem Zusammenhang fungierte er von 2005 bis 2010 auch als nicht-residierender andorranischer Botschafter beim Heiligen Stuhl. Er arbeitete für zahlreiche Zeitungen und Zeitschriften, wie etwa La Vanguardia, Avui, Poble Andorrà, Andorra 7, Diari d'Andorra, Periòdic d'Andorra und Set Dies.
Antoni Morell galt als einer der wichtigsten Autoren der andorranischen Literatur und war Präsident des andorranischen Schriftstellerverbandes. Seine Romane behandeln zumeist andorranische Themen und historische Stoffe.

## Werke

### Roman
- 1983 Set lletanies de mort
- 1984 Borís I, rei d'Andorra
- 1987 Als límits de l'alba
- 1992 L'esdevenidor assumit
- 1996 Karen nena de la llum
- 1999 La neu adversa

### Sachbuch
- 1986 Salvador Espriu i Andorra
- 1989 Andorra vol insòlit
- 1992 L'esdevenidor assumit
- 1992 Predicant en el desert
- 1995 Tastar Andorra
- 2002 Andorranes i andorrans
- 2005 Andorra, El Cor dels Pirineus

## Auszeichnungen
- 1999 Premi Carlemany für den Roman La neu adversa
- 2001 Premi Sant Miquel d'Engolasters d'Assaig Literari a la Nit Literària Andorrana für den Essay Andorranes i andorrans
- 2004 Premi de Novel·la Curta Manuel Cerqueda i Escaler für El vell i els anyells